# Песня помнит всё
«Песня помнит всё» — документальный двух-серийный фильм, продюсированный Первым национальным каналом Украины, снятый и показанный в эфире 6 августа 2007 года, в канун юбилея Софии Ротару.

## Сюжет
Сюжет фильма представляет собой исследование воспоминаний родственников Софии Ротару, друзей, а также открытие уникальных архивных материалов, в том числе концертных выступлений конца 1960-х годов на Украине, 1970-х годов в Германии и в Румынии. Это первые интервью членов семьи Софии Ротару за последние 20 лет. Впервые была публично снята сестра Софии Ротару, Зина, потерявшая зрение в детстве. Также впервые дал интервью родной брат Анатолия Евдокименко — Валерий Евдокименко, который прежде находился в дистанции от Софии Ротару.
Фильм состоит из двух частей:
1. «Всё о ней»
2. «Музыкальные ролики и поздравления».

В фильме прозвучали отрывки песен:
1. «Говорят» (Монолог о любви)
2. «Люблю весну» (Соловейко из села Маршинцы)
3. «Ожидание» (Песня-80, а также кадры идут частично из фильма Червона Рута, 10 лет спустя)
4. «Лаванда» (Песня-86)
5. «Меланхолия» (Клип + Песня-82)
6. «Два перстені» (чёрно-белая съёмка 1974)
7. «Аист на крыше» (Артек + Песня-85 + выступление с детьми на огромном Стадионе — в том же костюме, что и в Артеке — Там была ещё огромная надпись «Слава ветеранам Великой Отечественной войны!»)
8. «За тех, кто в море» (Новогодний огонёк-82)
9. «Вставайте» (Выступление на Стадионе «Слава ветеранам Великой Отечественной войны!» + Песня-82)
10. «Лебединая верность» (Песня Всегда С Нами)
11. «Намалюй мені ніч» (Червона Рута)
12. «Яблони в цвету» (съёмка 1975 г.)
13. «Осень» («Монолог о любви» + «Что? Где? Когда?»)
14. «Луна-луна» (Песня-86)
15. «Родной край» (съёмка 1979 г.)